# Hedvig Elisabet Strömfelt
Hedvig Elisabet Strömfelt, född Wrangel 1687, död 1751, var en svensk grevinna och hovfunktionär.

## Biografi
Hedvig Elisabet Strömfelt var dotter till översten Jurgen Johan Wrangel och Margareta Stenbock och gifte sig med greve Johan Carl Strömfelt, som var generallöjtnant och riksråd. Strömfelt var överhovmästarinna hos Ulrika Eleonora 1736–1741, överhovmästarinna hos Lovisa Ulrika 1744–1751, och guvernant för kungabarnen 1746–1751. Gustav III nämnde henne med beröm i sina memoarer.
Hedvig Elisabet Strömfelt var mor till de båda hovfröknarna Ulrika Strömfelt och Agneta Strömfelt. De båda systrarna blev hovfröknar hos drottning Lovisa Ulrika från år 1744, samma år som deras mor blev överhovmästarinna hos Lovisa Ulrika.
Vid Adolf Fredriks giftermål med Lovisa Ulrika 1744 reste Strömfelt till Svenska Pommern där hon i spetsen för den avlidna Ulrika Eleonoras hovstat mötte Lovisa Ulrika på godset Gnatskow, där de avlöste dennas preussiska följe inför färden till Sverige. Strömfelt beskrivs som älskvärd, ungdomlig till sin personlighet och med ett klokt omdöme, och hon ska ha vunnit Lovisa Ulrikas förtroende. Som guvernant för kungabarnen kritiserades hon av Lovisa Ulrika för att inte aga kronprinsen tillräckligt. Hon efterträddes som överhovmästarinna av Ulla Tessin och som kunglig guvernant av Ulrica Schönström.